# Nöbbele församling
Nöbbele församling var en församling i Östra Torsås pastorat, Östra Värends kontrakt i Växjö stift och i Växjö kommun, Kronobergs län. Församlingen uppgick 2014 i Ingelstads församling.
Församlingskyrka var Nöbbele kyrka.

## Administrativ historik
Församlingen har medeltida ursprung.
Församlingen bildade som moderförsamling pastorat fram till 1962 med Östra Torsås församling, därefter som annexförsamling med Linneryds församling. Från 1992 till 2014 ingick den i pastorat med Östra Torsås, Jäts församling och Uråsa församling, vilka 1995 bildade Östra Torsås kyrkliga samfällighet.. Församlingen uppgick 2014 i Ingelstads församling.